# Élections législatives de 1986 dans l'Oise
Les élections législatives françaises de 1986 ont lieu le 16 mars 1986. Dans le département de l'Oise, sept députés sont à élire dans le cadre d'un scrutin proportionnel par liste départementale à un seul tour.

## Élus
| Député élu           |  | Parti    |
| -------------------- |  | -------- |
| Marcel Dassault      |  | RPR      |
| Robert Hersant       |  | app. UDF |
| Jean-François Mancel |  | RPR      |
| Jean Anciant         |  | PS       |
| Roland Florian       |  | PS       |
| Guy Vadepied         |  | PS       |
| Pierre Descaves      |  | FN       |

Marcel Dassault meurt peu après sa réélection et est remplacé par Arthur Dehaine, quatrième sur la liste d'union de l'opposition.

## Listes en présence

### Extrême gauche (LO)
| N° | Candidats            | Parti | Parti | Principales fonctions |
| -- | -------------------- | ----- | ----- | --------------------- |
| 01 | Roland Szpirko       |       | LO    | Ouvrier métallurgiste |
| 02 | Didier Sonnette      |       | LO    | Employé des PTT       |
| 03 | Colette Lenoir       |       | LO    |                       |
| 04 | Jean-Claude Bouche   |       | LO    | Ouvrier imprimeur     |
| 05 | Jean-Pierre Denise   |       | LO    | Ouvrier métallurgiste |
| 06 | Anne-Marie Sauvage   |       | LO    | Employée d'assurances |
| 07 | Jean-Claude Valiente |       | LO    | Enseignant            |
|    |                      |       |       |                       |
| 08 | Anne-Marie Tarquin   |       | LO    | Infirmière            |
| 09 | Sylvain Lamy         |       | LO    | Ouvrier métallurgiste |

### Extrême gauche (LOR)
| N° | Candidats               | Parti | Parti | Principales fonctions     |
| -- | ----------------------- | ----- | ----- | ------------------------- |
| 01 | Christian Delair        |       | LOR   | Enseignant                |
| 02 | Gustave Lugiéry         |       | LOR   | Ouvrier                   |
| 03 | Rollande Thiebaut       |       | LOR   | Institutrice              |
| 04 | Marie-Christine Beridel |       | LOR   | Infirmière                |
| 05 | Fabienne Boutamdja      |       | LOR   | Institutrice              |
| 06 | Florent Cronard         |       | LOR   | Employé de bureau         |
| 07 | Eliette Berrit          |       | LOR   | Bibliothéquaire           |
|    |                         |       |       |                           |
| 08 | Guy-Alain Delair        |       | LOR   | Préposé centre de tri PTT |
| 09 | Sandrine Carmes         |       | LOR   | Informaticienne           |

### Extrême gauche (MPPT)
| N° | Candidats         | Parti | Parti | Principales fonctions                        |
| -- | ----------------- | ----- | ----- | -------------------------------------------- |
| 01 | Jean-Pierre Sipos |       | MPPT  | Instituteur                                  |
| 02 | Joël Mater        |       | MPPT  | Technicien métallurgiste                     |
| 03 | Monique Bouzin    |       | MPPT  | Mère de famille                              |
| 04 | Hubert Fontana    |       | MPPT  | Instituteur                                  |
| 05 | François Aurigny  |       | MPPT  | Agent de l'ANPE                              |
| 06 | René Tourbin      |       | MPPT  | Ouvrier retraité                             |
| 07 | Bernard Zanzouri  |       | MPPT  | Commerçant                                   |
|    |                   |       |       |                                              |
| 08 | Hélène Mathe      |       | MPPT  | Enseignante                                  |
| 09 | Jean-Luc Richard  |       | MPPT  | Professeur d’éducation manuelle et technique |

### Parti communiste français
| N° | Candidats          | Parti | Parti | Principales fonctions                                                                                  |
| -- | ------------------ | ----- | ----- | --- |
| 01 | Gilles Masure      |       | PCF   | Conseiller général du Canton de Crépy-en-Valois et conseiller municipal de Crépy-en-Valois, professeur |
| 02 | Solange Trécant    |       | PCF   | Adjointe au maire de Beauvais, ouvrière spécialisée                                                    |
| 03 | Jean Sylla         |       | PCF   | Conseiller général du Canton de Mouy et maire de Mouy, employé Sécurité sociale                        |
| 04 | Viviane Claux      |       | PCF   | Technicienne en informatique, Montataire                                                               |
| 05 | Claude Aury        |       | PCF   | Adjoint au maire de Beauvais, instituteur                                                              |
| 06 | Patrice Carvalho   |       | PCF   | Adjoint au maire de Thourotte, ouvrier professionnel                                                   |
| 07 | Aline Salomon      |       | PCF   | Institutrice, Pontpoint                                                                                |
|    |                    |       |       | |
| 08 | Jean-Pierre Bosino |       | PCF   | Conseiller municipal de Montataire, ouvrier professionnel                                              |
| 09 | Jean-Paul Legrand  |       | PCF   | Conseiller municipal de Creil, instituteur                                                             |

### Parti socialiste
| N° | Candidats            | Parti | Parti | Principales fonctions                                                                                     |
| -- | -------------------- | ----- | ----- | --- |
| 01 | Jean Anciant         |       | PS    | Député sortant et maire de Creil, directeur d'études à l'Ecole Normale Supérieure de Cachan               |
| 02 | Roland Florian       |       | PS    | Député sortant, conseiller général du Canton de Ribécourt-Dreslincourt et maire de Ribécourt-Dreslincourt |
| 03 | Guy Vadepied         |       | PS    | Député sortant, conseiller régional et maire de Méru, ancien conseiller général                           |
| 04 | Serge Bernard-Luneau |       | PS    | Psychologue                                                                                               |
| 05 | Josselyne Ribar      |       | PS    | Infirmière, maire de Maignelay-Montigny                                                                   |
| 06 | Georges Becquerelle  |       | PS    | Directeur du Centre départemental de documentation pédagogique, adjoint au maire de Beauvais              |
| 07 | Françoise Fournier   |       | PS    | Adjointe au maire de Clermont                                                                             |
|    |                      |       |       | |
| 08 | Bertrand Brassens    |       | PS    | Fonctionnaire, conseiller municipal de Compiègne                                                          |
| 09 | Yves Rome            |       | PS    | Conseiller en formation continue, secrétaire fédéral du PS                                                |

### Mouvement des radicaux de gauche
| N° | Candidats         | Parti | Parti | Principales fonctions                       |
| -- | ----------------- | ----- | ----- | ------------------------------------------- |
| 01 | Raymond Laffolley |       | MRG   | Maire de Villembray                         |
| 02 | Gérard Palteau    |       | MRG   | Conseiller municipal de Pont-Sainte-Maxence |
| 03 | Michel Furet      |       | MRG   | Responsable de gestion, Ully-Saint-Georges  |
| 04 | Alain Creveau     |       | MRG   | Informaticien, Trie-la-Ville                |
| 05 | René Rémy         |       | MRG   | Conseiller municipal de Beauvais            |
| 06 | Jean Loubet       |       | MRG   | Retraité, Clermont                          |
| 07 | Thérèse Carette   |       | MRG   | Secrétaire, Avricourt                       |
|    |                   |       |       |                                             |
| 08 | Jacques Bergeret  |       | MRG   | Étudiant, Clermont                          |
| 09 | Christian Labouré |       | MRG   | Retraité de l'industrie, Compiègne          |

### Opposition (RPR-UDF-CNI)
| N° | Candidats            | Parti | Parti      | Principales fonctions |
| -- | -------------------- | ----- | ---------- | --- |
| 01 | Marcel Dassault      |       | RPR        | Député sortant, administrateur de sociétés                                                                                         |
| 02 | Robert Hersant       |       | UDF (app.) | Député européen, ancien député, administrateur de sociétés                                                                         |
| 03 | Jean-François Mancel |       | RPR        | Député européen, conseiller général du Canton de Noailles et président du conseil général, administrateur civil                    |
| 04 | Arthur Dehaine       |       | RPR        | Maire de Senlis, ancien député, expert-comptable                                                                                   |
| 05 | Patrice Marchand     |       | UDF-PR     | Maire de Gouvieux, fonctionnaire                                                                                                   |
| 06 | Michel Commelin      |       | RPR        | Conseiller général du Canton du Coudray-Saint-Germer et vice-président du conseil général, ancien député, directeur de secrétariat |
| 07 | Guy Desessart        |       | CNI        | Conseiller général du Canton de Ressons-sur-Matz, ancien maire de Cuvilly, artisan retraité                                        |
|    |                      |       |            | |
| 08 | Jacques Cance        |       | UDF-PSD    | Maire de Jaulzy, avocat, conseiller juridique et fiscal                                                                            |
| 09 | Jean-Paul Callens    |       | RPR        | Conseiller général du Canton de Marseille-en-Beauvaisis et vice-président du conseil général, agriculteur                          |

### Front national
| N° | Candidats            | Parti | Parti | Principales fonctions      |
| -- | -------------------- | ----- | ----- | -------------------------- |
| 01 | Pierre Descaves      |       | FN    | Expert-comptable           |
| 02 | Katherine d'Herbais  |       | FN    | Sylvicultrice              |
| 03 | Dominique Maronneaud |       | FN    | Maitre d'œuvre en bâtiment |
| 04 | Pierre Schmitter     |       | FN    | Industriel                 |
| 05 | Jean Delacroix       |       | FN    | Agriculteur, maire d'Ivors |
| 06 | André Debray         |       | FN    | Directeur commercial       |
| 07 | Guy Murat            |       | FN    | Retraité                   |
|    |                      |       |       |                            |
| 08 | Jean-Max Vicam       |       | FN    | Conseiller juridique       |
| 09 | Guy Harlé d'Ophove   |       | FN    | Chef d'entreprise          |

## Résultats

### Résultats à l'échelle du département
| Liste Parti politique | Liste Parti politique                                                                                            | Tête de liste     | Tour unique | Tour unique | Sièges |
| Liste Parti politique | Liste Parti politique                                                                                            | Tête de liste     | Voix        | %           | Sièges |
| --------------------- | --- | ----------------- | ----------- | ----------- | ------ |
|                       | Liste d'union de l'opposition Rassemblement pour la République (UDF - CNI)                                       | Marcel Dassault   | 138 892     | 42,03       | 3      |
|                       | Pour une majorité de progrès avec le président de la République Parti socialiste                                 | Jean Anciant      | 105 218     | 31,84       | 3      |
|                       | Liste de Rassemblement national présentée par le Front national Front national                                   | Pierre Descaves   | 35 555      | 10,76       | 1      |
|                       | Liste présentée par le Parti communiste français Parti communiste français                                       | Gilles Masure     | 33 283      | 10,07       | 0      |
|                       | Liste Lutte ouvrière Lutte ouvrière                                                                              | Roland Szpirko    | 8 123       | 2,46        | 0      |
|                       | Liste du MRG, du MJRG et des Républicains de progrès Mouvement des radicaux de gauche                            | Raymond Laffolley | 5 508       | 1,67        | 0      |
|                       | Liste du Mouvement pour un parti des travailleurs Oise Extrême gauche (Mouvement pour un parti des travailleurs) | Jean-Pierre Sipos | 2 409       | 0,73        | 0      |
|                       | Liste de la LOR Extrême gauche (Ligue ouvrière révolutionnaire)                                                  | Christian Delair  | 1 490       | 0,45        | 0      |
|                       | |                   |             |             |        |
| Inscrits              | Inscrits | Inscrits          | 432 067     | 100,00      | 7      |
| Abstentions           | Abstentions | Abstentions       | 85 168      | 19,71       |        |
| Votants               | Votants | Votants           | 346 899     | 80,29       |        |
| Blancs et nuls        | Blancs et nuls                                                                                                   | Blancs et nuls    | 16 421      | 4,73        |        |
| Exprimés              | Exprimés | Exprimés          | 330 478     | 95,27       |        |